# فرودگاه دوسن کریک
فرودگاه دوسن کریک (به انگلیسی: Dawson Creek Water Aerodrome) یک فرودگاه همگانی است که یک باند فرود آب دارد. این فرودگاه در کشور کانادا قرار دارد و در ارتفاع ۶۵۴ متری از سطح دریا واقع شده‌است.